# Никшић
Никшић је град и сједиште истоимене општине у Црној Гори. Према попису из 2023. било је 32.046 становника, те је према томе Никшић други град по броју становника у Црној Гори. Површина општине је 2.065 2, што Никшић чини територијално највећом општином у Црној Гори и бившој Југославији.

## Историја
Стари град Оногошт, настао у IV вијеку као римско војно утврђење Андерба (castrum Anderba) у Никшићком пољу, као раскрсници важних путних праваца који су повезивали уже територије и сусједне области, добро ситуиран на природном стјеновитом хумку у пољу између Студеначких главица и Требјесе, живио је кроз три велика периода људске цивилизације. Име Оногошт, је од Источних Гота и имена њихове тврђаве Анагастум (подигнуте по освајању, на мјесту римске Андербе, након 459. године). По Милану Шуфлају, на 114. стр. књиге Срби и Арбанаси, у фусноти пише: „Материјална успомена на ту владавину (Гота) јест средовјечна тврђава Анагостум, Оногастум, данас Оногошт, Никшић у Црној Гори.” Код архиђакона Томе, пак, Готи су Славени. Кроз вјекове бива рушен, обнављан и дограђиван, мијењајући изглед и господаре, свједочећи о крупним друштвеним и историјским кретањима и промјенама времена у којима је опстајао и као римски каструм, и као објекат у систему одбране читаве области у средњем вијеку, као центар Жупе у вријеме процвата српских држава и, напокон, као утврђени турски град. Од свог настанка готски Анагастум и средњовјековни Оногошт био је активна тврђава све до одласка посљедњих освајача.
Зидови града временом постају тијесни за све оне који су у њему тражили уточиште, па се почиње са градњом испод градских зидина и спонтано настају прва насеља у пољу — зачеци данашњег града. Зато се постанак и развој града морају везати за стару градску тврђаву и поред чињенице да је, још много прије њеног настанка, негдје у никшићком пољу постојала римска насеобина Андерба, која је нетрагом нестала и о чијој локацији нема непосредних извора.
Цар Стефан Урош V је у Оногошту 22. августа 1362. потписао мир са Дубровником, након рата са Војиславом Војиновићем. Овуда је пролазио каравански пут из Дубровника, мјесто је било познато по клобучарском занату - производњи капа. Од 1378. прелази у босанску сферу, припада Сандаљу Хранићу и његовом синовцу Стефану.
Под утицајем покретања Првог српског устанка, у лето 1805. покрет херцеговачких Срба појавио се у Никшићу. На то су Турци реаговали слањем 10.000 војника на челу са пашом Каузларићем да угуше побуну. Никшићани су се ослањали и сарађивали са харамбашама из Попова, Требиња и Шуме и рачунали су да би се 19.000 Срба могло дићи на устанак, док је оружје требало да стигне из Русије, преко Грчке. Посље гушења устанка од стране Турака, у којима су вјероватно учествовали Славени Муслимани, није било више помена у историјским изворима.
Ослобођење од Турака 1877. године, којим је командовао и Машо Врбица, доводи нове насељенике, даје нове импулсе, осјећа се нови дух, показује се воља и ријешеност за „ново добро Црне Горе, која ће се, поред стародревног јунаштва, овјенчати још и зрацима културе и цивилизације”. Оваква оријентација значила је жељу за новим градом поред „старе и труле” турске касабе. Та жеља је остварена израдом првог регулационог плана 1883. године који представља осмишљен концепт формирања града чврсте урбане структуре примјеном модела на ренесансно — барокној шеми идеалних градова.
План је по налогу краља Николе израдио инжењер Јосип Сладе.
Прве три деценије након доношења плана карактерише изразити привредни и друштвени успон, развој занатства и трговине, настајања низа културних и просвјетних установа и друштава и интензивна урбанизација. Град је формирао своју окосницу, а изградњом низа репрезентативних објеката (Саборна црква, Дворац краља Николе, комплекс паркова, Царев мост у Никшићу) успостављени су важни градски репери. Изграђен је градски трг са шест улица које се у њега улијевају и формирано неколико стамбених блокова дуж уличних потеза. Куће су приземне или једноспратне, једноставне, мирне и складне архитектуре, без посебних архитектонских вриједности, али са одликама вриједне урбане и амбијенталне цјелине.
Аустрија је почетком јануара 1916. године аеропланима бомбардовала Никшић, при чему је било 150 рањених и погинулих. Први воз, дочекан пуцањем прангија, стигао је у Никшић из Билеће 12. јула 1938. Пруга уског колосијека је грађена три године.

Послије оба свјетска рата обновљене су порушене грађевине и ницале нове, подизана завјеса на позоришној сцени, штампане књиге, новине и часописи. Нарочито послије Другог свјетског рата Никшић је десетороструко порастао и постао један од индустријских центара Црне Горе и значајно средиште умјетничког и културног стваралаштва и бројних просвјетних установа.

## Архитектура
Град који је имао урбанистички план прије много напреднијих и богатијих градова, био је погодно мјесто за мјешавину архитектонских облика. Увијек је важио за плански најсређенији град у Црној Гори. Урбанистички планови Никшића изучавани су готово на свим значајнијим универзитетима свијета, а у овом граду бројне објекте пројектовале су најзначајније југословенске архитекте попут Феђе Кошира, Перише Вукотића, Ратибор Ђорђевић, Јосип Сајсел, Душко Поповић, Рајко Татић, браћа Стојановић, Милић, Бутовски итд. У Никшићу су рођене и стварале чувене архитекте, првенствено Слободан Вукајловић и Ђорђије Мињевић. Словеначки архитекта Марко Мушић је по налогу савеза комуниста урадио архитектонско рјешење Дома револуције, који је требало да симболише народни отпор и борбу против окупатора. Предвиђен је као мултимедијални центар, са телевизијским просторијама, позориштем са покретном сценом, биоскопом, кафетеријама, пословним просторима, трговинским центром, банкама, просторијама за министарство културе, и свим оним што један град величине Никшића треба да има. Простире са на 21000 m², али никада није завршен, међутим, и поред тога, преставља изузетну архитектонску цјелину. Слободан Вукајловић дао је никшићкој, али и црногорској архитектури неизбрисив печат. Његов идентитет у стварању била је хексагонална структура. У том стилу пројектовао је хотел „Јастреб” на брду Требјеса, управну зграду Никшићке банке, централни вртић, градску капелу и спомен дом у Богетићима. Први је доктор архитектуре на нашим просторима, а пројекат хотела „Јастреб” представљао је први „извозни” пројекат југословенских архитеката. Остварења на пољу градитељства у Никшићу шездесетих и седамдесетих година везана су за архитекту Ђорђија Мињевића. Пројектовао је зграду Радничког универзитета, објекат стару Гимназију, зграду старог хотела „Оногошт” и др. Нови дио хотела „Оногошт” изграђен је по идејном пројекту сарајевских архитеката Ивана и Тихомира Штрауса. Архитекта Слободан Вукајловић је за изведени објекат централног вртића добио Борбину награду ѕа архитектуру (највеће признање у Југославији), а исту награду добио је и Павле Поповић за дјечији вртић у приградском насељу Хумци. Зграда у облику чаше и данас представља јединствен архитектонски израз на нашим просторима. Од старих здања треба поменути саборни храм Св. Василија Острошког на Петровој главици, са које се пружа поглед на цијели град, дворац краља Николе првог, те градска кућа у градском парку и жељезничка станица рађена ручно обрађеним каменом са острошких греда. Посебан печат никшићкој архитектури дао је некадашњи градоначелник Ђођрије Бато Грујичић, јер је током његовог руковођења град добио многа здања која су ишла корак испред свјетских трендова.

## Демографија
У насељу Никшић живи 43.551 пунољетни становник, а просјечна старост становништва износи 35,3 година (34,4 код мушкараца и 36,2 код жена). У насељу има 16.400 домаћинстава, а просјечан број чланова по домаћинству је 3,55. Становништво у овом насељу веома је хетерогено, уз црногорску већину, а у посљедња три пописа, примјећене су осцилације у броју становника.

## Привреда
Индустријски центар Црне Горе свакако је Никшић, иако након транзиционог периода деведесетих година прошлог вијека и сталних криза у сектору производње и продаје индустријских производа његова привредна моћ није толико јака као некада. Најзначајније државне, али и приватне фирме су стациониране у овом граду. Најстарији индустријски колектив у Црној Гори, никшићка Пивара „Требјеса”, основана 1895. године је годинама најуспјешније црногорско предузеће, а упошљава око 300 људи. Сједиште државне Електропривреде је у Никшићу, као и 80 % водно енергетског потенцијала Црне Горе. Њен значајан сегмент је прва црногорска хидроелектрана Перућица на Глави Зете код Никшића. Једина Жељезара у Црној Гори, као и једини Рудници Боксита, црвеног и бијелог, су у Никшићу, с тим што су резерве црвеног „злата” највеће у Европи. У сектору шумарства издваја се Ми-Раи Јаворак, наследник чувеног ШИК Јаворка, Завод за испитивање грађевинских материјала „Зигма”, Институт за црну металургију. На подручју металопрераде издваја се Металац, а у прехрамбеној индустрији Никшићки млин и градска пекара Никшић, као и низ приватних пекарских фирми, затим највеће црногорске мљекаре „Ника” и „Срна”, најпознатија црногорска индустрија меса „Горановић”, те живинарске и фарме ситне и крупне стоке. У текстилној индустрији предњачи „Кони конфекција”. У ред успјешних средњих и великих предузећа спадају Нексан, Унипром, Гитанес експорт, Хелада Монт, Ибон и др. Почетак финансијског и комерцијалног пословања у Црној Гори везује се за оснивање прве црногорске банке — Никшићке банке а.д. Никшић (данас Прва банка Црне Горе), док у самом граду послује око 10 филијала банака, осигуравајућих кућа и микрокредитних институција. На подручју саобраћаја дјелује око 15 аутобуских фирми за локални, међуградски и међународни саобраћај. Од краја деведесетих година посебан замах је очигледан у оквирима приватног дјеловања.

## Здравство
Здравствени систем град Никшића је врло развијен, или боље рећи превазилази границе локалног. Градска општа болница у саставу Медицинског центра по својим капацитетима и територији коју опслужује, представља највећу и најмодернију болницу у Црној Гори, чије је темеље уградила књегиња Зорка прије више од 100 година. У склопу Медицинског центра налази Дом здравља, као и Дјечији диспанзер са фармацеутском установом. У непосредној близини града, у природном амбијенту старих топола, налази се Специјална болница за плућне болести „др. Јован Булајић”, која са шест савремених павиљона представља јединствену, регионалну здравствену установу. Управна зграда болнице, стара више од једног вијека, је дворац војводе Блажа Петровић, те као таква болница представља јединствен склад историје и модерне, а прожета је и стиховима чувеног Вита Николића, који је своје дуге болесничке дане проводио у болници Брезовик, гдје је и настала позната пјесма „Тополе брезовачке”, те јединственим учешћем у раду и њези медицинских сестара католичке вјероисповјести. Ова специјална болница у блиској будућности ће добити статус регионалног института. Осим тога град је познат и по плејади успјешних доктора из разних области, те медицинских техничара и другог особља, који су свој радни ангажман пронашли и ван граница европског континента. Незаобилазна имена никшићког здравства су Душан Косовић, Радош Вилотијевић, Драгутин Вукотић, Душан Деклева и бројни други. Велики донатори никшићког здравства су били Олга Дедијер и Михаило Перовић.

## Урбанизам
Никшић је први град у Црној Гори који је имао сопствени урбанистички план. Добио га је захваљујући инжењеру Јосипу Сладеу, који је план направио по наредби црногорског краља Николе првог, који је сматрао Никшић својом и црногорском будућом престоницом. Иако се то није остварило, Сладеов план и данас представља једно од најсавршенијих и најоригиналнијих урбанистичких рјешења. Испуњен је великим дијелом. Његов концепт се заснивао на развоју града посредством тргова. Тако је од предвиђених шест, Никшић добио четири трга (централни Трг Слободе са кога се одваја шест улица, главни саобраћајни чвор — Сквер, односно Трг Саве Ковачевића од кога се одваја шест независних улица, Трг Шака Петровића, петоугаони трг грађен по узору на чувене тргове у Паризу и Трг Голооточких жртава између аутобуске и жељезничке станице). Данас град посједује 11 улица булеварског типа ширине четири коловозне траке. Улице од посебног значаја за град су Вука Караџића (најдужа улица, дуга 2,6 km), Његошева, Николе Тесле, Баја Пивљанина, Ника Миљанића, Народне омладине, Сердара Шћепана, булевар Бука Мићуновића, булевар 13. јул, Радоја Дакића, Друге далматинске, Скадарска, Данила Бојовића(Џонсонова), Херцеговачки и Партизански пут. Развој града праћен је изградњом засебних квартова са пратећим мобилијарима. Такви су квартови Шесте црногорске, сердара Јола Пилетића, Врачар, Алексе Бацковића, кварт иза Болнице, Рудо поље и Палестина. Језгро Сладеовог плана су Трг Слободе и улице око њега: Новака Рамова, Новице Церовића, Манастирска, Карађорђева, Марка Миљанова, Ђуре Салаја, Лазара Сочице, Јосипа Сладеа, Народних хероја, Пете пролетерске, Вучедолска, Гојка Гарчевића, Стојана Ковачевића, Стојана Церовића и Штросмајерова. Урбанисти након Сладеа су правили планове који су се ослањали на његове идеје и у томе солидно успјели, тако да данас панорама града гледана са било које стране, па и са сателита изгледа импозантно за једну, у поређењу са свјетским метрополама, тако малу средину.

## Саобраћај
Никшић има за црногорске прилике изврсну саобраћајну мрежу. Градске улице су широке и њима дневно циркулише и до 30000 моторних возила. Велико растерећење градског саобраћаја представљају новоизграђене обилазнице. Главни саобраћајни правци, који пролазе кроз град Никшић, су Подгорица-Никшић-Сарајево(БиХ), Рисан-Никшић-Жабљак, Никшић-Плужине-Шћепан Поље, Никшић-Колашин, Никшић-Требиње(БиХ), Никшић -Билећа-Мостар(БиХ), Никшић-Крстац-Гацко(БиХ). На територији општине постоји индустријска обилазница, двије саобраћајне петље (Брља и Гарнизон), као и бициклистичке стазе у дужини од 30 km, које повезују излетишта и споменике културе, а неке су још увијек у изградњи.
Жељезнички саобраћај је најмодернији у Црној Гори, а реконструисана електрификована пруга која повезује два највећа и најважнија града у Црној Гори, Подгорицу и Никшић, пуштена је у саобраћај 13. јула 2012. године. Нови електромоторни возови, јединствени на црногорским пругама, промет људи и роба чине бржим и сигурнијим. У плановима је и изградња некада битне пруге, која би Црну Гору повезала са луком Плоче, а ишла би од Никшића до Чапљине(БиХ). У граду постоје двије жељезничке станице, путничка и теретна у близини Жељезаре Никшић. Индустријски колосјеци су заступљени и налазе се у круговима највећих индустријских колектива (Жељезаре, Пиваре „Требјеса”, Боксита и Металца. Некада је постојала идеја да се сви колосјеци споје у јединствени индустријски прстен, али та идеја још увијек није заживјела.
Ваздухопловни саобраћај везује се за изградњу аеродрома Капино Поље, (у историјским књигама познат и као аеродром Алабама, тајно шифрован од стране израелске војске, а историчари сматрају да је на њему била смјештена војна авијација и заслужан је великим дијелом за стварање палестинске државе). Данас је ту савремени спортски аеродром са асфалтном пистом и стајницима и као такав представља један од најмодернијих малих аеродрома Југоисточне Европе. Некада је ту постојала чувена југословенска школа за пилоте и падобранце, једнако чувена као она у Мостару. Аеродромом газдује држава Црна Гора и Аеро клуб Никшић (први основани аеро клуб у Црној Гори). Зато и не треба да чуди податак да је већина пилота у бившој Југославији, а поготово у тада јаком авио предузећу ЈАТ, било баш из Никшића.

## Насеља
У градским насељима, поготово онима која се наслањају на град, и чине периферију, сконцентрисан је велики број људи. Тако највеће градско насеље Кличево броји око 14000 становника, а има своју пошту, дом здравља, школу, вртић, као и велики број мјеста за продају различитих роба. Од већих насеља се издвајају Кличево, Страшевина, Драгова Лука, Жупа никшићка, Оштовац, Бистричко насеље, Рудо поље, Кочани, Гребице... Од сеоских насеља ту су: Балосаве, Баре, Бастаји, Бјелошевина, Боботово Гробље, Богетићи, Богмиловићи, Брезовик, Брестице, Броћанац Вилушки, Броћанац Никшићки, Бршно, Бубрежак, Бусак, Васиљевићи, Велимље, Видне, Вилуси, Вир, Витасојевићи, Вишњића До, Враћеновићи, Врбица, Вучји До, Гвозд, Горња Трепча, Горње Поље, Горње Црквице, Горње Чарађе, Гослић, Градачка Пољана, Границе, Граховац, Грахово, Долови, Доња Трепча, Доње Црквице, Доње Чарађе, Драговољићи, Дреноштица, Дубочке, Дуга, Дучице, Жељезара ,  Заврх, Загора, Заград, Заљутница, Заслап, Злоступ, Ивање, Јабуке, Јављем, Јасеново Поље, Југовићи, Казанци, Каменско, Кленак, Ковачи, Копривице, Коравлица, Крстац, Кунак, Кусиде, Кута, Лаз, Ливеровићи, Луково, Мацаваре, Међеђе, Милојевићи, Милочани, Миљанићи, Мируше, Мокри До, Мораково, Нудо, Облатно, Озринићи, Орах, Орлина, Петровићи, Пилатовци, Повија, Подбожур, Подврш, Пониквица, Почековићи, Прага, Приградина, Присоје, Растовац (Никшић), Риђани, Ријечани, Рудине, Сјенокоси, Смрдуша, Сомина, Спила, Сриједе, Старо Село, Стуба, Стубица, Тупан, Убли, Царине, Церово, Црнодоли, Шипачно,
Штедим и Штитари.

## Спорт
Никшић је град великих спортских имена, било да се ради о клубовима или о појединцима. У граду је активно 67 спортских организација. У ту сврху изграђени су градски стадион (стадион „Крај Бистрице“) капацитета 10800 сједећих мјеста, на чијем терену игра фудбалски клуб ФК Сутјеска Никшић, а који испуњава стандарде за одигравање међународних фудбалских утакмица и његов помоћни терен, затим стадион „Жељезара” на којем игра градски ривал фудбалски клуб ФК Челик Никшић, Спортски центар Никшић представља највећи спортски комплекс у Црној Гори посједује дворану капацитета 4000 сједећих мјеста у чијем склопу се налазе куглана, стрељана и дворански олимпијски базен капацитета 1000 гледалаца, једини тих димензија у Црној Гори, Стадион малих спортова под Требјесом, капацитета 3500 сједећих мјеста, спортски центар „Трим”, више тениских терена, теретана и фитнес центара. У Никшићу је сједиште Факултета за спорт и физичку културу са студијама за спортске тренере, менаџере и новинаре, а у мјесним заједницама изграђено је преко 15 терена за мале спортове.
Најпознатији спортски бренд града је фудбалски клуб ФК Сутјеска Никшић, један од два највећа црногорска клуба (поред подгоричке „Будућности”) и једна од највећих спортских институција у држави Црној Гори. Основана је давне 1920. године и деценијама је била и данас јесте носилац спортског живота града. У својој богатој историји одиграла је велики број утакмица са познатим клубовима бивше Југославије, Динамом, Хајдуком, Партизаном, Црвеном звездом, Вардаром, Сарајевом, Вележом и др, те тако постала незаобилазан сегмент фудбалске историје бивше државе и стекла велику међународну репутацију и углед, који и данас има. Сутјеска је била омладински и пионирски шампион СФРЈ, те освајач омладинског Купа Маршала Тита. Била је и омладински, пионирски и кадетски шампион СРЈ и СЦГ, те освајач Купа. Троструки је шампион Црне Горе. Њена омладинска школа представља непресушан извор талената, од којих су неки данас познати европски фудбалери, као што су Мирко Вучинић (капитен репрезентације Црне Горе од њеног оснивања и најбољи стријелац, као и стријелац првог гола црногорске репрезентације), Андрија Делибашић (дугогодишњи репрезентативац Црне Горе), Вукашин Полексић (дугогодишњи репрезентативни голман, први голман на првој утакмици репрезентације Црне Горе), Стефан Николић, Владан Гиљен , Миљан Радовић... Сем Вучинића и Полексића, данас у репрезентацији Црне Горе су играли Сутјескини играчи и то репрезентативни голман Иван Јањушевић и везни играч Владимир Јововић, а репрезентативац дуже времена био је и Никшићанин Милорад Пековић, али и Небојша Косовић, Дарко Зорић и Вукан Савићевић. Сутјескини омладинци били су освајачи чувеног турнира „Кварнерска ривијера” и све то као једини црногорски клуб у историји. Сутјескини некадашњи играчи Ранко Зиројевић и Славиша Ђурковић чинили су омладинску репрезентацију Југославије, која је стигла до златне медаље у Чилеу и захваљујући томе имају статусе заслужних спортских радника. Играч са највише наступа у Сутјескином дресу Брајан Ненезић освајач је свјетске златне медаље са аматерском репрезентацијом Југославије. Незаобилазно је поменути и бивше играче који су оставили неизбрисив траг у историји никшићког, црногорског и југсловенског спорта, а то су: Мојаш Радоњић, Давор Гардун, Бранко Саматовића, Војислав Бакрач, Војин Лазаревић, Петар Ађански, Милорад Бајовић, Миодраг Бајовић, Милош Дризић, Милош Бурсаћ, Никола Ракојевић, а ништа мање нијесу чувени Душко Радиновић, Зоран Воротовић, Андрија Вујовић, Драган Радојичић, Борислав Гајица Ђуровић, Зоран Батровић, Дамир Чакар, Миодраг Кривокапић и многи други. Сутјеска је освајала многобројне домаће и међународне турнире, првенства и купове, поготово у омладинским категоријама, гдје је годинама била на врху или у самом врху. Била је учесник Прве савезне југословенске лиге, и то као један од укупно два црногорска клуба, а двоструки је узастопни шампион Црне Горе. Градски ривал ФК Челик Никшић, је у сезони 2011/12. као друголигаш освојио национални Куп Црне Горе, и то као први клуб у историји црногорског фудбала, а исте сезоне ушао у Прву лигу Црне Горе и изборио излазак на европску сцену, а континуитет играња међународних утакмица наставио је и у наредне двије сезоне. Поред ова два клуба, у нижим лигама наступају и ОФК „Никшић”, фк „Полет Старс”, фк „Жупа” и др. У малом фудбалу (футсал) најпознатија имена су кмф Балестра Горановић Никшић, кмф Електопривреда Никшић, „Економист” и „Премијер” који су годинама били шампиони или у самом врху југословенске прве лиге, док је кмф Челик актуелни шампион Црне Горе. У женском фудбалу у Црној Гори, неприкосновен је жфк Економист Никшић, који је први шампион и освајач националног Купа и најтрофејнији клуб од оснивања црногорске лиге, као и учесник квалификација за лигу шампиона.
Кошаркашки бренд града је деценијама био КК Ибон Никшић, којег је наслиједио КК Сутјеска Никшић, која је у последњих година израсла у успјешан колектив и као такав постао једини клуб који може да парира КК Будућност Подгорица, из Подгорице. Сутјеска је у сезони 2015/16 била учесник регионалне АБА лиге. Клуб је у сезони 2012/13 освојио национални Куп Црне Горе, прекинувши тако дводеценијску доминацију подгоричког клуба у црногорским оквирима Учесник је регионалне БИБЛ лиге. У женској кошарци најзначајнији клуб је кк Ролинг Никшић, а колико је квалитетан рад у никшићкој женској кошарци најбоље свједочи податак да је претходних година двије трећине црногорске репрезентације, укључујући селектора и помоћно особље рођено у Никшићу. Од познатијих играча издвајају се Ратко Радовановић, Рајко Жићић, Жарко Варајић, Миодраг Балетић, Мирко Балетић, Горан Јеретин, Здравко Радуловић, Бојан Дубљевић, Душан Дубљевић, а од кошаркашица Јелена Дубљевић, Милка Бјелица, Јелена Турчиновић, Ана Турчиновић, Наташа Поповић, Ана Балетић и многе друге. Познати регионални кошаркашки радници су и рођени Никшићани Желимир Церовић (предсједник кошаркашког савеза екс Југославије и Србије), Вукашин Вуле Вукаловић (оснивач и дугогодишњи предсједник спортског друштва и кошаркашког клуба Босна из Сарајева, са којим је постао шампион Европе у кошарци) и Стеван Караџић (кошаркашки тренер и бивши селектор женске кошаркашке репрезентације Србије). У рукомету је активан РК „Сутјеска” са великим бројем међународних утакмица. Познати су играчи Слободан Ниолић, Ален Муратовић, Зоран Осмајић, репрезентативни голмани Раде Мијатовић и Миле Мијушковић, као и репрезентативци Владимир Осмајић, Горан Ласица и Марко Ласица, као и репрезентативац, и један од најбољих играча репрезентације Србије Иван Никчевић. Такође, из Никшића су и репрезентативци Катара Јово Дамјановић, те Пољске Бранко Вујовић, али и Бранко Думнић прослављени рукометни тренер. Од рукометашица најпознатија је Радмила Петровић, репрезентативка Црне Горе, европског шампиона и олимпијског вицешампиона, али и репрезентативке Ђурђина Јауковић и Ђурђина Маловић. У одбојици је активно више клубова, а најзвучније име је свакако најбољи играч свијета и најбољи црногорски играч свих времена Миодраг Скале Гвозденовић, а познати су и Душан Бојић, као и Марко Бојић . Активан је ватерполо пливачки клуб „Никшић” који током љета радина оближњем језеру Крупац, а током зиме на олимпијском базену никшићког спортског центра. Рагби као спорт је последњих година добио на популарности у Црној Гори, па је сходно томе основан и рагби клуб „Никшић”, који је освојио прву титулу државног првака у овом спорту у историји Црне Горе. Тениски клубови „Никшић” и „Сутјеска” са својом омладинском базом, ослонац су развоја овог спорта у граду. У Никшићу 21. септембар 2014. године је основан Триатлон клуб Никшић, а већ 2015. године је на језеру Крупац одржано прво триатлон такмичење у Никшићу (15.08). Шаховски клуб "Радоња Бојовић " био је првак старе Југославије и учесник лиге шампиона, а шахиста Драгиша Благојевић олимпијски шаховски првак. У Никшићу су осамдесетих година прошлог вијека били организовани турнири на којима су учествовала најпознатија имена из свијета шаха, међу којима је предњачио Рус Гари Каспаров. Никшићки клуб „Електропривреда” традиционално је један од најуспјешнијих и најорганизованијих клубова у домаћим оквирима. Драго Вујовић, Марко Блечић и Ђорђије Вујичић су се као чланови никшићког ПСД "Јаворак " попели на „кров свијета” Монт Еверест и тако постали први Црногорци у историји којима је то пошло за руком. У Никшићу су активна и два бициклистучка клуба „Перун” и „Ник-бајк” чиме представљају окосницу бициклистичког спорта у Црној Гори, а центар њиховог дјеловања је парк шума Требјеса која посједује изграђене стазе за планински бициклизам. На планини Вучје, која је удаљена 18 km од Никшића, налази се истоимени скијашки центар, који са хотелским капациетима и скијашким стазама, представља трећи по величини ски центар у Црној Гори. Један од два активна аеро клуба у Црној Гори је „Никшић”, који поред туристичког летјења, врши обуку падобранаца и пилота мањих летелица. Своје активности обавља на аеродрому Капино поље код Никшића.
Из појединачних спортова издвајају се Драган Бато Огњеновић (првак свијета у кик боксу, а примарни спорт му је био карате), Драгомир Бечановић (првак свијета у џудоу, једини такмичар са таквим признањем у СФРЈ, заслужни је спортиста Црне Горе), Срђан Мрваљевић (најбољи црногорски џудиста и свјетски вицешампион), Драгољуб Фатић (један од најбољих црногорских каратиста свих времена, селектор карате репрезентације Црне Горе), Владимир Јоковић (заједно са Фатићем носилац европских медаља), Данило Лучић (европски јуниорски првак у каратеу), Милорад Гајовић (освајач европске и медитеранске медаље у боксу, заслужни спортиста Црне Горе), Ратко Драшковић (освајач европске медаље као омладинац, првак свијета и у петој деценији живота), Бошко Драшковић (најбољи црногорски боксер), Веселин Жижић (боксер, заслужни спортиста Црне Горе), Милорад Жићић (један од најбољих црногорских боксера), Бојан Косић (најбољи црногорски скијаш, први Црногорац учесник зимских олимпијских игара), Слађана Перуновић (најбоља црногорска атлетичарка).

## Медији
У Никшићу постоји Центар за информативну дјелатност коју чини прва локална телевизија у Црној Гори-Телевизија Никшић, чији је програм први пут емитован 1994. године и први црногорски локални радио-радио Никшић. Дуго година је излазило штампано издање „Никшићких новина”, које су угашене прије једне деценије, а данас излази мјесечник „Новине Никшића”. Тако је град Никшић у једном тренутку имао оно што много већи градови, али и неке државе нијесу имали-своју телевизију, радио и новине. У Никшићу је 1945. године, у згради на тргу Слободе, изашао први број дневног листа „Побједа”, данас перјанице писане ријечи у Црној Гори. У прошлости у овом граду су биле редакције више листова попут „Оногошта” и „Голије”, а у издаваштву у Црној Гори предњачила је штампарија „Коле”. Од локалних радио станица, поред радио Никшића, постоје и Радио Д, Радио 083, З радио и Радио Монтена.

## Култура
Причати о црногорским културним достигнућима и посленицима било би потпуно бесмислено а да се Никшић и Никшићани не ставе на сами врх културне љествице. Најбољи доказ за то је да је само никшићка гимназија изњедрила чак 30 академика различитих академија земље, окружења и свијета. У прилог томе стоји да је прво позориште у Црној Гори основано у Никшићу. Традиција „Никшићког позоришта” траје и данас захваљујући сопственој продукцији. Поред ове културне институције, ништа мање није чувено „Захумље”, у којем су током стогодишње историје створени непревазиђени глумачки бардови, музички и фолклорни ствараоци. Значајан сегмент у развоју музичке културе града имала је и има школа за основно и средње музичко образовање „Дара Чокорило”. Активно раде и два дјечија позоришта „Станковић” и „Шћућукин”, као и три културно креативна центра „Акорд”, „Корак” и „Сцена”. Културни живот града одиграва се на подијумима КИЦ-а „18. септембар”, „Сцене 213”,"Захумља", у дворани нове музичке школе и Спортског центра, те на стадиону малих спортова, као и на бројним градским трговима. Логичан резултат дјеловања ових институција и организација су многобројна имена којима би се поносиле и много веће средине од Никшића и Црне Горе.

## Позориште
Никшићко позориште гаји стогодишњу традицију и поред цетињског Зетског дома најстарији је театар у Црној Гори. Позната глумачка имена су: Петар Банићевић (бард југословенског глумишта, један од највећих драмских умјетника свих времена на нашим просторима, добитник награде „Добричин прстен” за животно дјело),Вељко Мандић (још један истакнути југословенски глумац), Драго Маловић (прослављени глумац, познат по улози Радосава у „Ђекни”), Бранко Бабовић познат по улози Ђура Палице), Марко Баћовић, Милутин Мима Караџић, Владан Гајовић, Војислав Кривокапић, Ранко Горановић, Јован Никчевић итд, а из млађе генерације Андрија Милошевић, Симо Требјешанин, Кристина Стевовић, Јелена Ненезић Ракочевић, Александра Манасијевић. У Никшићу су одрасли и доајени југословенског глумишта Миодраг Кривокапић, Љиљана Контић и Милан Лане Гутовић. Глумац Боро Стјепановић је поријеклом из околине Никшића. Колики су печат црногорској позоришној сцени дали људи из Никшића, најбоље показује податак да су од тринаест управника Црногорског Народног Позоришта, кровне позоришне институције у Црној Гори, од његовог оснивања па до данас, шесторица били Никшићани и то: Нико Павић, Милорад Бошковић, Vladimir Popović, Благота Ераковић, Бранислав Мићуновић и Јанко Љумовић. Никшићанин Игор Бојовић актуелни је управник позоришта „Бошко Буха” у Београду, а Слободан Милатовић је био најистакнутији позоришни редитељ и стваралац у Црној Гори. Никшићанин Слободан Марковић оснивач је и дугогодишњи директор Међународног фестивала позоришта за дјецу у Суботици.

## Филм
Готово сви црногорски филмски и позоришни редитељи и режисери су рођени Никшићани: Живко Николић (најпризнатији црногорски и један од највећих југословенски режисера свих времена, познат по култним остварењима „Љепота порока”, „Чудо невиђено”, „Искушавање ђавола”, „У име народа”, „Јована Лукина”, „Марко Перов”, „Бештије”, „Биљег”, „Ђекна још није умрла, а кад ће не знамо”, као и низа документарних филмова, који су већином снимани у Никшићу), Божидар Бота Николић, Вељко Булајић (истакнути југословенски филмски стваралац, режисер чувеног филма „Битка на Неретви”, најгледанијег филма у Југославији свих времена), Горан Булајић, Крсто Папић, Милан Караџић, Бранко Балетић, Слободан Милатовић, Благота Ераковић, Жељко Мијановић, Никола Вавић, Ратко Ђуровић (у југословенским драматуршким круговима познат под надимком „Сократ свог времена”), Вук Перовић, Марија Перовић и многи други.

## Музика
На пољу музичке умјетности у Никшићу је активан један од највећих рок фестивала у бившој Југославији „Лаке Фест”. За четири дана трајања десетине хиљада људи обиђе језеро Крупац, у чијој се непосредној близини фестивал одржава. Такође значајни су и фестивали „Гуитар фест” и „Бедем фест” на градској тврђави. Кроз манифестацију „Септембарски дани” простор за своју афирмацију добијају познати домаћи, али и међународни умјетници из различитих области. Од познатих извођача неопходно је поменути „никшићког Мостарца” који се зове Жељко Самарџић. Највеће музичко име Никшића и Црне Горе је свакако кантаутор Миладин Шобић (аутор непревазиђених хитова „Кад би дошла Марија”, „Светозара Марковића 39”, „Старе новине”, „Џемпер за виноград”...), затим познати гитаристи Дарко Никчевић и Данијел Церовић, сада већ чувени извођачи црногорских изворних пјесама Никола Каровић и Драгољуб Драго Ковачевић, познати пјевач и гуслар Миломир Миљанић, пјевач народне музике Родољуб Рођа Раичевић, као и плејада популарних пјевача забавне музике у Црној Гори, припадника млађе генерације, као што су: Вања Радовановић, Божо Булатовић, Андријана Божовић, Биљана Митровић, Нина Жижић као и познате групе „ДСТ”(Друштво Скривених Талената), „Осма сила”, „Доктор Пикасо”, „Панкреас”... Из Никшића је и Филип Вучић, једини представник државне заједнице Србија и Црна Гора на евровизији за дјецу. Метал бенд Визант основан је у Никшићу 2006.

## Сликарство и вајарство
Никшић, као изузетно инспиративна средина, носи епитет града великих умјетника и звучних имена културних посленика. У области сликарства незаобилазно име је Војо Станић, чувени југословенски и црногорски сликар, који је у Никшићу живио до завршетка гимназије и који је рекао да му је живот у овом граду одредио сликарски стил и који је увијек истицао да себе прије свега сматра Никшићанином. Из Никшића је и сликар Мирко Кујачић. Такође, добар дио животног и радног вијека у Никшићу су провели Никола Гвозденовић Гвоздо и Александар Ацо Пријић, два доајена југословенске ликовне сцене. Позната је и Василиса Радојевић, једна од највећих југословенских сликарки, а ништа мањи углед није имала ни академска сликарка Зора Одаловић. Најбоља црногорска графичарка је Никшићанка Анка Бурић. Академски сликари из Никшића су: Костадин Павићевић, Гојко Беркуљан, Драган Караџић, Јован Караџић, Илија Бранко Бурић, Станко Зечевић, Жарко Војичић, Рајко Тодоровић Тодор, Мишо Вемић, Радоје Ђуровић, Перо Никчевић, Ратко Одаловић, и Мило Јаковљевић, а ту је и незаобилазни Душан Јекнић, а из млађе генерације треба навести изузетно талентовану Лидију Никчевић, те Давида Делибашића, Милку Делибашић и Анку Гардашевић. Познати вајари су Мијо Мијушковић, Сретен Милатовић и Ратко Вулановић. Вулановић је аутор монументалног комплекса камених стела у Никшићу (назван Камени град), Подгорици и на Ади Циганлији у Београду. Да Никшић није случајно град сликара, свједочи и податак да је ученик никшићке гимназије, поред мноштва познатих личности, био и сликар Петар Лубарда, па у сагласју са тим, данас, једна од улица која води ка никшићкој гимназији, носи име овог великана југословенске ликовне умјетности.

## Књижевност и поезија
Писци Мирко Бањевић и Бранко Бањевић, Владимир Мијушковић,академик САНУ Миро Вуксановић, Жарко Команин и Мирко Ковач најбољи су никшићки „производ” на пољу књижевности. Ту су Тамара Никчевић, Александра Вуковић и Исидора Бјелица, те чувена Вида Огњеновић, писац и сценариста, Божо Копривица, писац и сценариста, те Тешан Подруговић, од кога је Вук Караџић записао народне пјесме и умотворине. Никшићанин је и Димитрије Бјелица, готово најзначајнији шаховски писац у свијету.
Готово да не постоји град у нашим крајевима који је толико опјеван у епским пјесмама као Никшић, јер се сматра да Никшић није био само нијеми посматрач историјских превирања, већ њихов активан учесник. Да је то заиста тако, свједочи један од најпознатијих епских бардова на овим просторима, Никшићанин Хаџи Радован Бећировић Требјешки. Када је у питању поезија прва асоцијација је сигурно пјесник и боем Вито Николић. Његове пјесме „Недјеља у граду Н”, „Тополе брезовачке”, „Први снијег” и многе друге постале су симболи града у правом смислу те ријечи. Био је и уредник дневног листа „Побједа”, чији је први број изашао у Никшићу 1945. године. Милан Дуго Кривокапић будио је Никшићане деценијама чувеном радио емисијом „Таксиметар” и „Трагом џада Оногошта града”. Најпознатији црногорски пјесник за дјецу, Драган Радуловић, рођени Никшићанин, поред своје поезије, упамћен је по телевизијским емисијама „Ишчашене приче” посвећеним искључиво дјеци, оставио је неизбрисив траг у срцима свих оних који су имали прилику да их гледају на каналима Телевизије Црна Гора.
Душа никшићког пјесништва у правом смислу те ријечи био је Вукман Оташевић. Ту су још и Душан Говедарица, предсједник књижевне заједнице „Владимир Мијушковић”, пјесник и есејиста Милан Комненић, пјесник Павле Горановић и пјесникиња Гордана Сарић.

## Народни хероји
Никшић је, иако не формално, град херој. Јер како би се другачије звао град који је дао 46 народних хероја НОБа и из којег је чувени Љубо Чупић, чији је пркосни осмјех окупатору пред стријељање, постао симбол отпора у окупираној Европи, те слика која не блиједи временским трајањем. Они су Никшићу дали слободу, Никшић им је узвратио именима школа, улица и булевара. Напоменућемо само дио народних хероја. Прво, Никшићанин је командант Сава Ковачевић, који је постао незаобилазна личност готово свих партизанских филмова, а његовим херојским подвизима, попут сусрета очи у очи са окупаторским тенковима, свијет се дивио. Никшићанин је и чувени Ратко Вујовић Чоче. Ту је Јока Балетић, позната по изреци „боља Јока Балетић, но сва дивизија Станишић”. Истакнути партизански борци су били — Војо Деретић, Ратко Жарић, браћа Лабудовић, Вучинић и Вишњић, Јагош Контић, Милија Никчевић, Радоје Чизмовић, Гојко Гарчевић, Радоје Мијушковић, као и многи други. Никшић је препознатљив и по великом броју жена-бораца, као што су Олга Головић, Милева Лајовић Лалатовић, Милица Вучинић и др. Никшићани су и познате историјске личности Црне Горе, Шако Петровић, Новак Рамов Јововић, Новица Церовић, поп Мило Јововић, а и жеља краља Николе првог Петровића Његоша је била да буде сахрањен на Петровој главици у центру града, гдје се налази Саборни храм Светог Василија Острошког, поред, како је рекао, највећег херцеговачког и највећег црногорског јунака Стојана Ковачевића и Новака Рамова. Међутим, та жеља му није испуњена.

## Становништво
|  |

| Демографија | Демографија | Демографија |
| Година      | Становника  | Становника  |
| ----------- | ----------- | ----------- |
|             |             |             |
|             |             |             |
|             |             |             |
|             |             |             |
| 1948.       | 9.485       |             |
| 1953.       | 14.804      |             |
| 1961.       | 26.569      |             |
| 1971.       | 40.107      |             |
| 1981.       | 50.399      |             |
| 1991.       | 56.141      | 55.718      |
| 2003.       | 59.179      | 58.212      |
| 2011.       |             | 56.970      |
|             |             |             |

| Етнички састав према попису из 2003.‍ | Етнички састав према попису из 2003.‍ | Етнички састав према попису из 2003.‍ | Етнички састав према попису из 2003.‍ | Етнички састав према попису из 2003.‍ |
| ------------------------------------ | ------------------------------------ | ------------------------------------ | ------------------------------------ | ------------------------------------ |
|                                      |                                      |                                      |                                      |                                      |
| Црногорци                            | Црногорци                            |                                      | 36.890                               | 63,37%                               |
| Срби                                 | Срби                                 |                                      | 14.766                               | 25,36%                               |
| Муслимани                            | Муслимани                            |                                      | 691                                  | 1,18%                                |
| Роми                                 | Роми                                 |                                      | 321                                  | 0,55%                                |
| Југословени                          | Југословени                          |                                      | 215                                  | 0,36%                                |
| Бошњаци                              | Бошњаци                              |                                      | 147                                  | 0,25%                                |
| Хрвати                               | Хрвати                               |                                      | 123                                  | 0,21%                                |
| Египћани                             | Египћани                             |                                      | 106                                  | 0,18%                                |
| Македонци                            | Македонци                            |                                      | 60                                   | 0,10%                                |
| Албанци                              | Албанци                              |                                      | 28                                   | 0,04%                                |
| Мађари                               | Мађари                               |                                      | 18                                   | 0,03%                                |
| Словенци                             | Словенци                             |                                      | 16                                   | 0,02%                                |
| Руси                                 | Руси                                 |                                      | 16                                   | 0,02%                                |
| Немци                                | Немци                                |                                      | 1                                    | 0,00%                                |
| Италијани                            | Италијани                            |                                      | 1                                    | 0,00%                                |
| непознато                            | непознато                            |                                      | 549                                  | 0,94%                                |

| \| \| м \| \| \| ж \| \| ? \| 183 \| \| \| 185 \| \| 80+ \| 243 \| \| \| 519 \| \| 75—79 \| 463 \| \| \| 650 \| \| 70—74 \| 842 \| \| \| 1.005 \| \| 65—69 \| 1.257 \| \| \| 1.430 \| \| 60—64 \| 1.145 \| \| \| 1.466 \| \| 55—59 \| 1.209 \| \| \| 1.349 \| \| 50—54 \| 1.868 \| \| \| 1.850 \| \| 45—49 \| 2.072 \| \| \| 2.120 \| \| 40—44 \| 2.180 \| \| \| 2.094 \| \| 35—39 \| 2.105 \| \| \| 2.074 \| \| 30—34 \| 2.040 \| \| \| 2.073 \| \| 25—29 \| 2.152 \| \| \| 2.321 \| \| 20—24 \| 2.316 \| \| \| 2.393 \| \| 15—19 \| 2.316 \| \| \| 2.296 \| \| 10—14 \| 2.123 \| \| \| 2.001 \| \| 5—9 \| 2.112 \| \| \| 2.046 \| \| 0—4 \| 1.933 \| \| \| 1.781 \| \| Просек : \| 2.073 \| \| \| 416 \| |       |  |  |       |
| |       |  |  |       |
| | м     |  |  | ж     |
| ? | 183   |  |  | 185   |
| 80+ | 243   |  |  | 519   |
| 75—79 | 463   |  |  | 650   |
| 70—74 | 842   |  |  | 1.005 |
| 65—69 | 1.257 |  |  | 1.430 |
| 60—64 | 1.145 |  |  | 1.466 |
| 55—59 | 1.209 |  |  | 1.349 |
| 50—54 | 1.868 |  |  | 1.850 |
| 45—49 | 2.072 |  |  | 2.120 |
| 40—44 | 2.180 |  |  | 2.094 |
| 35—39 | 2.105 |  |  | 2.074 |
| 30—34 | 2.040 |  |  | 2.073 |
| 25—29 | 2.152 |  |  | 2.321 |
| 20—24 | 2.316 |  |  | 2.393 |
| 15—19 | 2.316 |  |  | 2.296 |
| 10—14 | 2.123 |  |  | 2.001 |
| 5—9 | 2.112 |  |  | 2.046 |
| 0—4 | 1.933 |  |  | 1.781 |
| Просек : | 2.073 |  |  | 416   |

| Број домаћинстава према пописима из периода 1948—2003. | Број домаћинстава према пописима из периода 1948—2003. | Број домаћинстава према пописима из периода 1948—2003. | Број домаћинстава према пописима из периода 1948—2003. | Број домаћинстава према пописима из периода 1948—2003. | Број домаћинстава према пописима из периода 1948—2003. | Број домаћинстава према пописима из периода 1948—2003. | Број домаћинстава према пописима из периода 1948—2003. |
| Година пописа                                          | 1948.                                                  | 1953.                                                  | 1961.                                                  | 1971.                                                  | 1981.                                                  | 1991.                                                  | 2003.                                                  |
| ------------------------------------------------------ | ------------------------------------------------------ | ------------------------------------------------------ | ------------------------------------------------------ | ------------------------------------------------------ | ------------------------------------------------------ | ------------------------------------------------------ | ------------------------------------------------------ |
| Број домаћинстава                                      | 2.588                                                  | 3.968                                                  | 7.577                                                  | 9.947                                                  | 12.685                                                 | 14.543                                                 | 16.503                                                 |

| Број домаћинстава по броју чланова према попису из 2003. | Број домаћинстава по броју чланова према попису из 2003. | Број домаћинстава по броју чланова према попису из 2003. | Број домаћинстава по броју чланова према попису из 2003. | Број домаћинстава по броју чланова према попису из 2003. | Број домаћинстава по броју чланова према попису из 2003. | Број домаћинстава по броју чланова према попису из 2003. | Број домаћинстава по броју чланова према попису из 2003. | Број домаћинстава по броју чланова према попису из 2003. | Број домаћинстава по броју чланова према попису из 2003. | Број домаћинстава по броју чланова према попису из 2003. | Број домаћинстава по броју чланова према попису из 2003. |
| Број чланова                                             | 1                                                        | 2                                                        | 3                                                        | 4                                                        | 5                                                        | 6                                                        | 7                                                        | 8                                                        | 9                                                        | 10 и више                                                | Просек                                                   |
| -------------------------------------------------------- | -------------------------------------------------------- | -------------------------------------------------------- | -------------------------------------------------------- | -------------------------------------------------------- | -------------------------------------------------------- | -------------------------------------------------------- | -------------------------------------------------------- | -------------------------------------------------------- | -------------------------------------------------------- | -------------------------------------------------------- | -------------------------------------------------------- |
| Број домаћинстава                                        | 16.400                                                   | 2.234                                                    | 2.674                                                    | 2.808                                                    | 4.063                                                    | 2.829                                                    | 1.140                                                    | 416                                                      | 151                                                      | 46                                                       | 39                                                       |

| Пол    | Укупно | Неожењен/Неудата | Ожењен/Удата | Удовац/Удовица | Разведен/Разведена | Непознато |
| ------ | ------ | ---------------- | ------------ | -------------- | ------------------ | --------- |
| Мушки  | 22.391 | 8.604            | 12.573       | 668            | 316                | 230       |
| Женски | 23.825 | 6.976            | 12.628       | 3.286          | 748                | 187       |
| УКУПНО | 46.216 | 15.580           | 25.201       | 3.954          | 1.064              | 417       |

| Пол    | Укупно                    | Пољопривреда, лов и шумарство | Рибарство                            | Вађење руде и камена | Прерађивачка индустрија       |
| ------ | ------------------------- | ----------------------------- | ------------------------------------ | -------------------- | ----------------------------- |
| Мушки  | 9.611                     | 200                           | 4                                    | 715                  | 2.993                         |
| Женски | 6.470                     | 115                           | 2                                    | 184                  | 822                           |
| Укупно | 16.081                    | 315                           | 6                                    | 899                  | 3.815                         |
|        |                           |                               |                                      |                      |                               |
| Пол    | Производња и снабдевање   | Грађевинарство                | Трговина                             | Хотели и ресторани   | Саобраћај, складиштење и везе |
| Мушки  | 553                       | 592                           | 871                                  | 241                  | 621                           |
| Женски | 164                       | 121                           | 1.454                                | 428                  | 160                           |
| Укупно | 717                       | 713                           | 2.325                                | 669                  | 781                           |
|        |                           |                               |                                      |                      |                               |
| Пол    | Финансијско посредовање   | Некретнине                    | Државна управа и одбрана             | Образовање           | Здравствени и социјални рад   |
| Мушки  | 54                        | 155                           | 1.177                                | 386                  | 198                           |
| Женски | 104                       | 112                           | 500                                  | 1.071                | 719                           |
| Укупно | 158                       | 267                           | 1.677                                | 1.457                | 917                           |
|        |                           |                               |                                      |                      |                               |
| Пол    | Остале услужне активности | Приватна домаћинства          | Екстериторијалне организације и тела | Непознато            | Непознато                     |
| Мушки  | 439                       | 0                             | 1                                    | 411                  | 411                           |
| Женски | 343                       | 0                             | 1                                    | 170                  | 170                           |
| Укупно | 782                       | 0                             | 2                                    | 581                  | 581                           |

## Знаменитости
- Најпознатије знаменитости Никшића су:
- Тврђава Бедем
- Царев мост
- Дворац Краља Николе
- Римски мост на Моштаници
- Вуков мост
- Терен у Четворку
- Хаџи-Смаилов мост на Дуклу
- Хотел „Требјеса”
- Хотел „Оногошт”
- Саборни храм св. Василија Острошког
- Црква апостола Луке у Жупи никшићкој
- Манастир Јован До
- Споменик палим борцима под Требјесом
- Црква апостола Петра и Павла
- Љетњиковац Краља Николе
- Забран краља Николе
- Владичански двор епархије будимњанско-никшићке
- Хаџи-Смаилова џамија
- Католичка црква св. Ћирила и Методија
- Археолошко налазиште Црвена стијена
- Споменик Чедомиру Љубу Чупићу
- Споменик Краљу Николи
- Споменик комитском покрету
- Споменик Богородици Марији
- Жељезничка станица
- Трг слободе
- Трг Саве Ковачевића (градски сквер)
- Трг Војводе Шака Петровића
- Манастир Косијерево

## Образовне установе
У Никшићу дјелује 40 образовних установа, 15 вртића, 25 основних школа, 1 основна музичка школа, 1 средња музичка школа, 4 средње школе и три високошколске установе Филозофски факултет, Филолошки факултет и Факултет за спорт и физичку културу који дјелују u оквиру Универзитета Црне Горе, те 2 дневна центра за дјецу и младе ометене у психо-физичком развоју. Ученицима и студентима факултета су на располагању студентски домови „Браћа Вучинић” и „Оногошт”.

### Основне школе
| - ОШ „Бранко Вишњић” - ОШ „Браћа Булајић” - ОШ „Браћа Лабудовић” - ОШ „Браћа Рибар” - ОШ „Доброслав-Ђедо Перуновић” - ОШ „Драган Ковачевић” - ОШ „Душан Бојовић” - ОШ „Душан Ђукановић” - ОШ „Иван Вушовић” - ОШ „Јагош Контић” - ОШ „Јанко Мићуновић” - ОШ „Јанко Бјелица” - ОШ „Јован Гњатовић” | - ОШ „Јован Драганић” - ОШ „Никица Мрваљевић” - ОШ „Павле Ковачевић” - ОШ „Раде Перовић” - ОШ „Радоје Чизмовић” - ОШ „Шпиро Видовић” - ОШ „Милија Никчевић” - ОШ „Лука Симоновић” - ОШ „Милева Лајовић-Лалатовић” - ОШ „Олга Головић” - ОШ „Ратко Жарић” - Школа за основно и средње музичко образовање „Дара Чокорило” |

### Средње школе
- Гимназија „Стојан Церовић”
- Економско-угоститељска школа
- Средња стручна школа
- Прва средња стручна школа

## Клима
Клима општине Никшић има карактер прелаза од медитеранске ка планинској и континенталној клими.
Основне карактеристике: Средња температура ваздуха у мјесецу јануару износи 1,3 °C, а у јулу 21,1 °C. Средња вриједност релативне влажности је 68,6 %. Никшић има годишње 2.245 сунчаних сати. Љета су топла са мало падавина, a зиме кишовите. Снијег просјечно пада 19 дана, a задржава се 29 дана годишње у никшићком пољу, док се на планинама и површима у околини задржава и до шест мјесеци. Доминантни вјетрови су сјеверни (24,4 %) и јужни (21,7 %).

## Градови побратими
- Бриндизи, Италија
- Регија Монте Ернићи, Италија са својих 17 општина
- Ђирона, Шпанија
- Цхифенг, Кина
- Градачац, Босна и Херцеговина
- Јајце, Босна и Херцеговина
- Требиње, Република Српска, БиХ
- Тузла, Босна и Херцеговина
- Билећа, Република СрпскаБиХ
- Гацко, Република Српска БиХ
- Фоча, Република СрпскаБиХ
- Невесиње, Република Српска, БиХ
- Источно Ново Сарајево, Источно Сарајево, Република Српска, БиХ[10]
- Копривница, Хрватска
- Охрид, Република Македонија
- Куманово, Република Сјеверна Македонија
- Прилеп, Република Сјеверна Македонија
- Струмица, Република Сјеверна Македонија
- Желино, Република Сјеверна Македонија
- Копар, Словенија
- Мурска Собота, Словенија
- Врбас, Србија
- Ваљево, Србија
- Лазаревац, Србија
- Ариље, Србија

## Манифестације
- Лејк фест
- Бедем фест
- Мајски сусрети
- Никшић гитар фест
- Септембарски дани
- Међународни фестивал глумца
- Међународни фестивал камерне музике
- Никшићки књижевни сусрети
- Његошеви књижевни сусрети
- Дани Светог Василија Острошког
- Дани меда
- Дани дрењина
- Дани калопера
- Фестивал уличних свирача
- Боем фест
- Збрка фест